# Beli Potok
Beli Potok (em cirílico:Бели Поток) é uma vila da Sérvia localizada no município de Voždovac, pertencente ao distrito de Belgrado, na região de Šumadija. A sua população era de 3822 habitantes segundo o censo de 2009.

## Demografia
| 1948  | 1953  | 1961  | 1971  | 1981  | 1991  | 2002  |
| ----- | ----- | ----- | ----- | ----- | ----- | ----- |
| 1 726 | 2 082 | 2 825 | 3 242 | 3 150 | 3 059 | 3 417 |